# سیارک ۴۳۹۶
سیارک ۴۳۹۶ (به انگلیسی: 4396 Gressmann، نامگذاری:1981JH) چهار هزار و سیصد و نود و ششمین سیارک کشف شده‌است که در ۳ مه ۱۹۸۱ کشف شد.
قدر مطلق سیارک برابر ۱۳٫۹۰ است.